# یواس‌اس کوروین (۱۸۴۹)
یواس‌اس کوروین (۱۸۴۹) (به انگلیسی: USS Corwin (1849)) یک کشتی بود که طول آن Unknown بود. این کشتی در سال ۱۸۴۹ ساخته شد.